# Fritzi Brod
Fritzi Brod (1900–1952) foi uma artista americana nascida na Républica Checa. O seu trabalho encontra-se incluído nas colecções do Smithsonian American Art Museum, da National Gallery of Art, Washington, do Art Institute of Chicago, e do Whitney Museum of American Art.